# 彼得拉卡梅拉
彼得拉卡梅拉（義大利語：Pietracamela）是意大利泰拉莫省的一个市镇。总面积44平方公里，人口302人，人口密度6.9人/平方公里（2009年）。ISTAT代码为067034。